# 9857 Hecamede
9857 Hecamede eller 1991 EN är en trojansk asteroid i Jupiters lagrangepunkt L4. Den upptäcktes 10 mars 1991 av den australiensiske astronomen Robert H. McNaught vid Siding Spring-observatoriet. Den är uppkallad efter Hecamede i den grekiska mytologin.
Asteroiden har en diameter på ungefär 50 kilometer.